# SiRF Star III

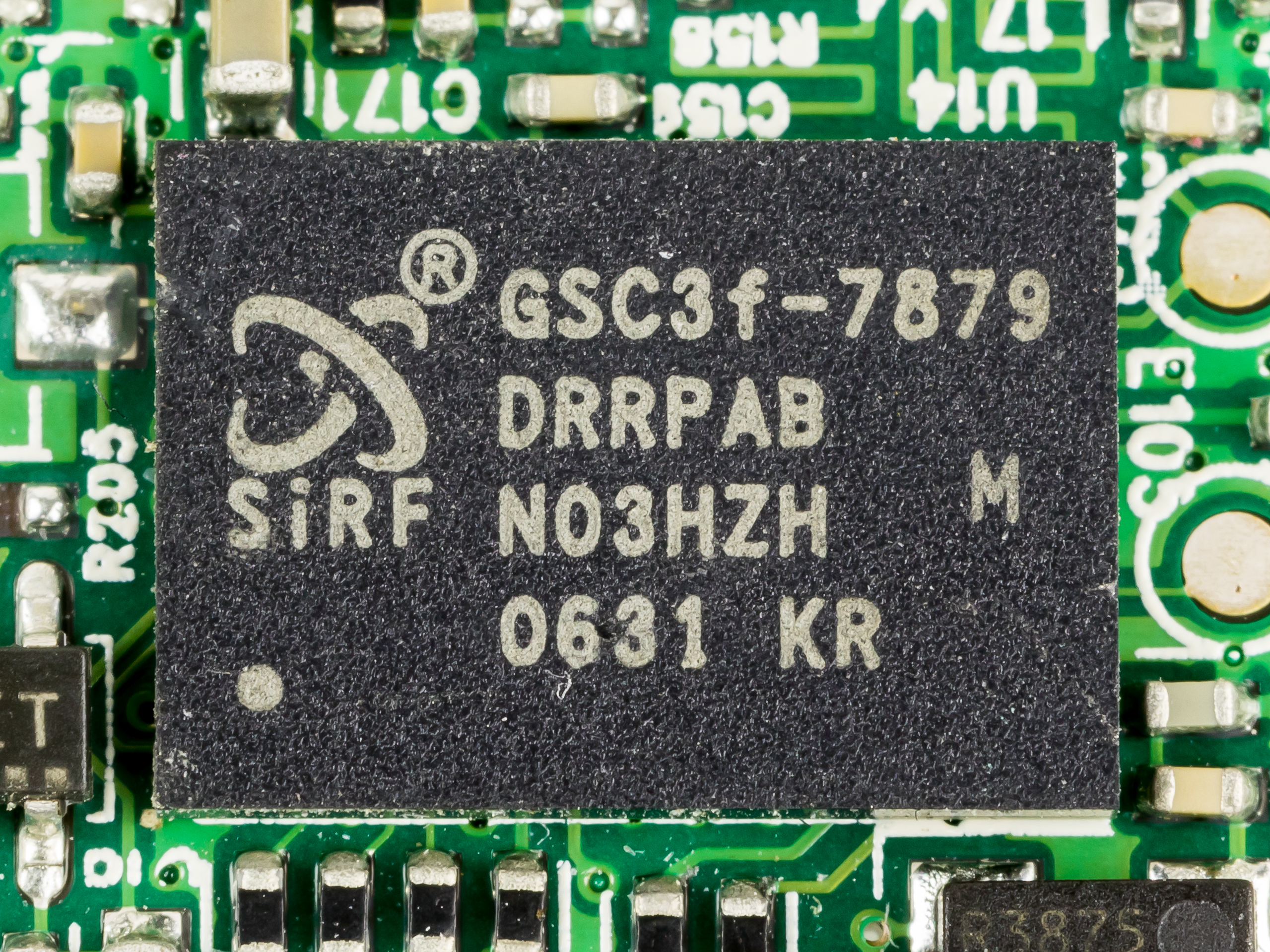
SiRFstarIII GSC3f

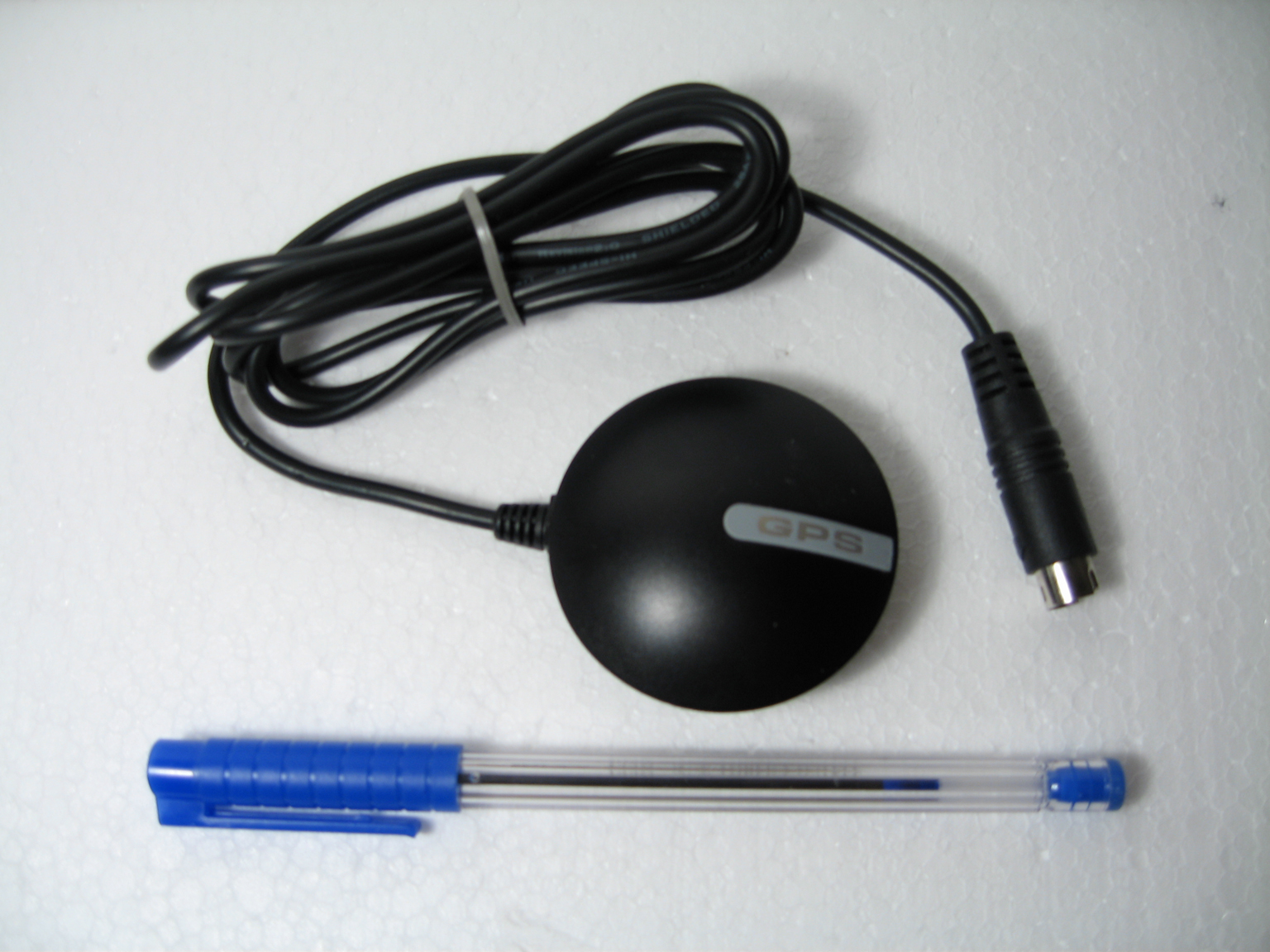
En modern Sirf Star III chip med en 20 kanals GPS-mottagare med WAAS/EGNOS support.

SiRFstar III är det senaste GPS-chippet som tillverkas av SiRF Corporation. GPS-chippet finns vanligtvis i GPS-mottagare och ansvarar för att översätta signaler från GPS-satelliter och bestämma en position, baserat på tiden det tar för radiovågorna att färdas från satelliten till chippet.
SiRFstar III-chipet skiljer sig från tidigare Sirfchip och chipp från andra tillverkare (Garmin och Trimble till exempel), främst genom att det är snabbare på att bestämma positionen efter att det satts på. Dessutom kan det bibehålla GPS-signalen i svårare mottagningsförhållanden.
Chippet kan ta emot signaler från 20 satelliter samtidigt, något som dock inte utnyttjas fullt ut förrän EU:s positionssystem Galileo är i bruk. Chippet kan också utnyttja GSM- och 3G-nätverk för att förbättra precisionen. Detta är en teknik känd som assisterad GPS som har utvecklats främst på grund av E911-lagstiftningen i USA.